# Reprezentacja Rumunii w bobslejach
Reprezentacja Rumunii w bobslejach – zespół reprezentujący Rumunię w zawodach międzynarodowych w bobslejach. Reprezentanci Rumunii w bobslejach zdobyli jeden medal olimpijski – brązowy w 1968 roku. Jest to jedyny medal olimpijski zdobyty przez reprezentację Rumunii na Zimowych Igrzyskach Olimpijskich. Rumuńscy bobsleiści uczestniczyli w Igrzyskach Olimpijskich 16 razy.

## Kadra Rumunii

### Kobiety
- Carmen Radenovic
- Alina Vera Savin

### Mężczyźni
- Ionuț Andrei
- Florin Cezar Crăciun
- Ioan Dănuț Dovalciuc
- Nicolae Istrate

## Igrzyska Olimpijskie
| Rok  | Miasto                 | Miejsce | Skład                                                                          |
| ---- | ---------------------- | ------- | ------------------------------------------------------------------------------ |
| 1932 | Lake Placid            | 4       | Alexandru Papană, Dumitru Hubert                                               |
| 1936 | Garmisch-Partenkirchen | 15 16   | Alexandru Frim, Tiță Rădulescu Alexandru Budișteanu, Dumitru Gheorghiu         |
| 1956 | Cortina d'Ampezzo      | 14 18   | Heinrich Enea, Mărgărit Blăgescu Constantin Dragomir, Gheorghe Moldoveanu      |
| 1964 | Innsbruck              | 13 15   | Ion Panțuru, Hariton Pașovschi Alexandru Oancea, Constantin Cotacu             |
| 1968 | Grenoble               | 3 DQ    | Ion Panțuru, Nicolae Neagoe Romeo Nedelcu, Gheorghe Maftei                     |
| 1972 | Sapporo                | 5 12    | Ion Panțuru, Ion Zangor Dragoș Panaitescu-Rapan, Dumitru Focșeneanu            |
| 1976 | Innsbruck              | 11 12   | Ion Panțuru, Gheorghe Lixandru Dragoș Panaitescu-Rapan, Costel Ionescu         |
| 1980 | Lake Placid            | 11 18   | Dragoș Panaitescu-Rapan, Gheorghe Lixandru Constantin Iancu, Constantin Obreja |
| 1984 | Sarajewo               | 18 23   | Ion Duminicel, Costel Petrariu Dorin Degan, Cornel Popescu                     |
| 1988 | Calgary                | 24 27   | Csaba Nagy Lakatos, Costel Petrariu Dorin Degan, Grigore Anghel                |
| 1992 | Albertville            | 18 22   | Csaba Nagy Lakatos, Laurențiu Budur, Paul Neagu, Costel Petrariu               |
| 1994 | Lillehammer            | 30      | Florian Enache, Mihai Dumitrașcu                                               |
| 1998 | Nagano                 | 25 26   | Paul Neagu, Gabriel Tătaru Florian Enache, Mihai Dumitrașcu                    |
| 2002 | Salt Lake City         | 25      | Adrian Duminicel, Florian Enache                                               |
| 2006 | Turyn                  | 24 26   | Nicolae Istrate, Adrian Duminicel Mihai Iliescu, Levente Gabriel Bartha        |
| 2010 | Vancouver              | 11      | Nicolae Istrate, Florin Crăciun                                                |

| Rok  | Miasto                 | Miejsce | Skład |
| ---- | ---------------------- | ------- | --- |
| 1928 | Sankt Moritz           | 7 19    | Grigore Socolescu, Mircea Socolescu, Ion Gavăț, Toma Petre Ghițulescu, Traian Nițescu Alexandru Berlescu, Petre Petrovici, Horia Roman, Eugen Ștefănescu, Tiță Rădulescu |
| 1932 | Lake Placid            | 6       | Alexandru Papană, Alexandru Ionescu, Ulise Petrescu, Dumitru Hubert |
| 1936 | Garmisch-Partenkirchen | DQ      | Alexandru Budișteanu, Tiță Rădulescu, Alexandru Ionescu, Aurel Mărășescu                                                                                                 |
| 1956 | Cortina d'Ampezzo      | 14 20   | Heinrich Enea, Dumitru Peteu, Nicolae Moiceanu, Mărgărit Blăgescu Constantin Dragomir, Vasile Panait, Ion Staicu, Gheorghe Moldoveanu                                    |
| 1964 | Innsbruck              | 15      | Ion Panțuru, Gheorghe Maftei, Constantin Cotacu, Hariton Pașovschi |
| 1968 | Grenoble               | 4       | Ion Panțuru, Petre Hristovici, Gheorghe Maftei, Nicolae Neagoe |
| 1972 | Sapporo                | 10      | Ion Panțuru, Ion Zangor, Dumitru Pascu, Dumitru Focșeneanu |
| 1976 | Innsbruck              | 17 21   | Colin Nelson, Thomas Stehr, David Veale, Jim Lavalley Christopher Frank, William Dunn, Christopher Martin, Brian Vachon                                                  |
| 1980 | Lake Placid            | 8 14    | Dragoș Panaitescu-Rapan, Paul Neagu, Costel Ionescu, Gheorghe Lixandru Ion Panțuru, Constantin Romaniuc, Alexe Gheorghe Tănăsescu, Mihai Nicolau                         |
| 1984 | Sarajewo               | 7       | Dorin Degan, Cornel Popescu, Gheorghe Lixandru, Costel Petrariu |
| 1988 | Calgary                | 20      | Csaba Nagy Lakatos, Grigore Anghel, Florian Olteanu, Costel Petrariu |
| 1992 | Albertville            | 20      | Paul Neagu, Laszlo Hodos, Laurențiu Budur, Costel Petrariu |
| 1994 | Lillehammer            | 23      | Florian Enache, Marian Chițescu, Iulian Păcioianu, Mihai Dumitrașcu |
| 1998 | Nagano                 | 27      | Florian Enache, Marian Chițescu, Iulian Păcioianu, Mihai Dumitrașcu |
| 2002 | Salt Lake City         | 21      | Florian Enache, Adrian Duminicel, Iulian Păcioianu, Teodor Demetriad |
| 2006 | Turyn                  | 22      | Nicolae Istrate, Adrian Duminicel, Gabriel Popa, Ioan Dovalciuc |
| 2010 | Vancouver              | 15      | Nicolae Istrate, Ioan Dovalciuc, Ionuț Andrei, Florin Crăciun |

| Rok  | Miasto         | Miejsce | Skład                         |
| ---- | -------------- | ------- | ----------------------------- |
| 2002 | Salt Lake City | 15      | Erika Kovacs, Maria Spirescu  |
| 2010 | Vancouver      | 15      | Carmen Radenovic, Alina Savin |